# Salvezza (religione)
Salvezza (in latino: salvatio, da salva, 'salvo, al sicuro') in generale, significa la liberazione da condizioni indesiderabili. In campo religioso e teologico, il termine si riferisce in genere alla liberazione dell'anima dal peccato e dalle sue conseguenze. Il ramo accademico che studia la salvezza è la soteriologia.

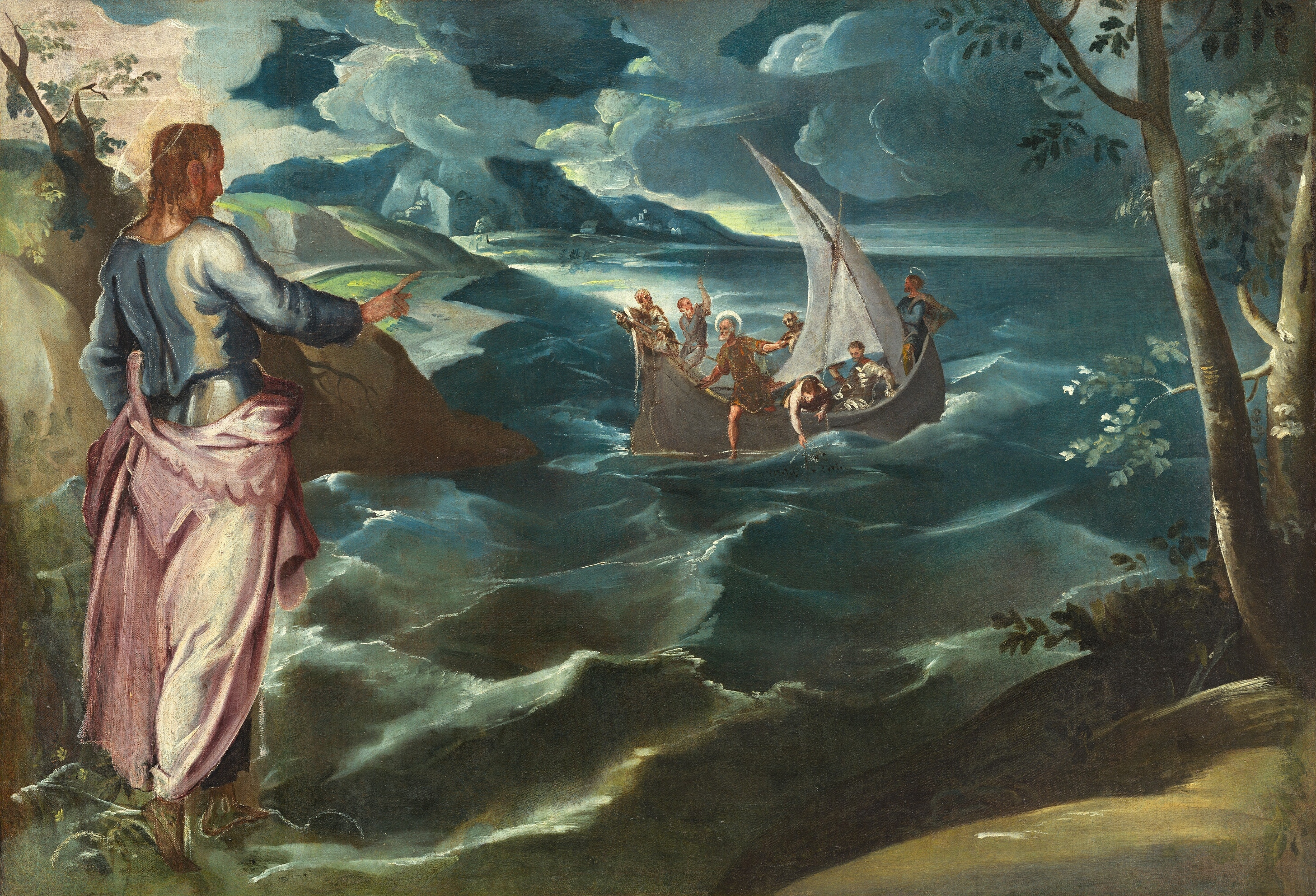
Una rappresentazione evangelica della salvezza dal peccato, metaforicamente inteso come affondamento nelle acque (Tintoretto, 1570 circa)

Nelle religioni abramitiche si riferisce appunto alla liberazione dell'anima dal peccato e dalle sue conseguenze ed è sinonimo di redenzione. A seconda della religione o della confessione religiosa, la salvezza deriva o solo dalla grazia divina (senza meriti) o dalla fede o dalle buone azioni, o da una combinazione di questi. Le religioni spesso insistono sul fatto che l'essere umano sia peccatore di natura e che la pena per il peccato sia la morte (fisica e/o spirituale).
L'induismo, il buddismo, il giainismo e il sikhismo condividono alcuni concetti-chiave simili, che sono interpretati in maniera diversa dalle diverse comunità.

## Nell'ebraismo
Nell'Antico Testamento "salvezza" traduce diversi termini che indicano liberazione dai mali più diversi, materiali e spirituali. Il termine ebraico ישׁוּעה (yeshû‛âh) suggerisce l'idea di una liberazione. La radice significa "essere largo" o "spazioso". Liberare, quindi, significa: mettere al largo, spezzare una catena, far uscire dal confino, salvare dall'oppressione tanto che il liberato ora può svilupparsi senza ostacoli. Dio ne è sempre protagonista. È Lui, infatti, che libera, per esempio, dalla sconfitta in battaglia (Esodo 15,2), da disgrazie (Salmi 34,6), dai nemici (2 Samuele 3,10), dall'esilio (Salmi 106,47), dalla morte (Salmi 6,4), dal peccato (Ezechiele 36,29). Il termine "salvezza" non ha necessariamente una connotazione teologica.
Dapprima gli Israeliti pensano ad una salvezza soprattutto come liberazione in senso materiale e come qualcosa di nazionale. Quando, però, si approfondisce il senso del male morale, la salvezza acquista un profondo significato etico e gradualmente giunge ad includere pure gente di altre nazioni (Isaia 49,5-6;55,1-5).
Con lo sviluppo dell'idea messianica, il termine giunge a significare la liberazione dal peccato nel sorgere di una nuova epoca. Fra gli israeliti, la salvezza si acquisisce attraverso un'osservanza sincera della Legge di Dio, sia morale che cerimoniale.

## Nel cristianesimo

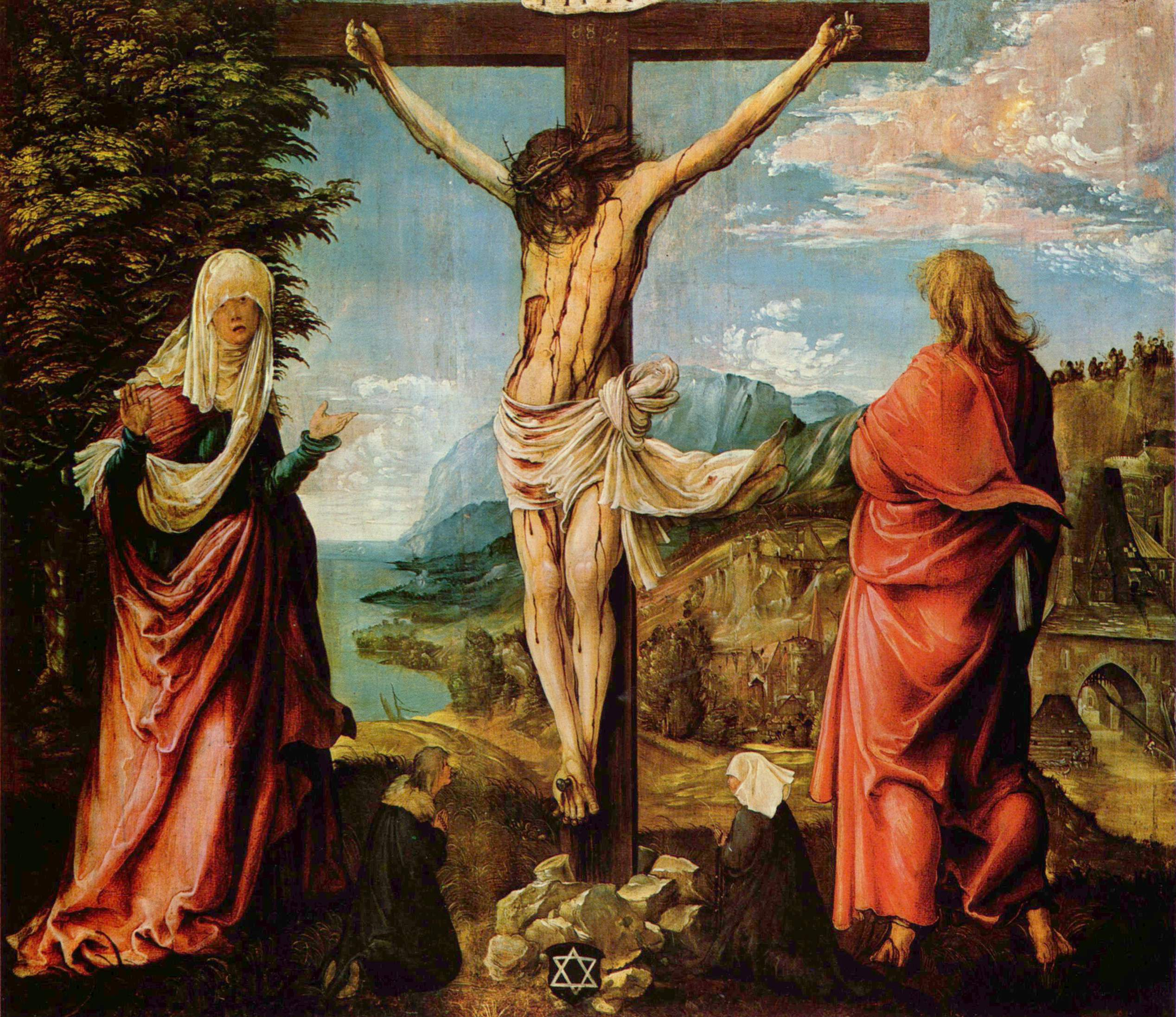
Crocifissione, Scena: Cristo sulla Croce con Maria e Giovanni, di Albrecht Altdorfer, 1512, Gemäldegalerie Alte Meister, Kassel

Secondo l'esegesi biblica cristiana, i sacrifici rituali non potevano di per sé realizzare il perdono dei peccati, perché essi prefiguravano l'Agnello di Dio che doveva morire per i peccati del mondo (Isaia 53).
I termini che il Nuovo Testamento greco utilizza per "salvare" e "salvezza" sono: σώζω (sōzō) e σωτηρία (sōtēria, da cui soteriologia). Etimologicamente suggeriscono l'idea di strappare qualcuno a forza da un grave pericolo. Possono pure significare salvare da una sentenza di tribunale o da una malattia (guarire).
In latino la parola "salvezza" è salus, da cui proviene anche "salute".
Nell'insegnamento di Gesù "salvezza" di solito denota liberazione dal peccato e dalle sue conseguenze, qualcosa di cui fare esperienza nel presente, anche se il suo compimento è escatologico. Egli insegna come la salvezza si ottenga da Lui solo, perché è il Figlio di Dio incarnato (Giovanni 3,16).
I credenti ottengono la salvezza attraverso la morte di Cristo (Efesini 2,13-18) ed essa include tutte le benedizioni redentrici che essi hanno in Cristo, fra le quali le principali sono: la conversione, la rigenerazione, la giustificazione, l'adozione, la santificazione e la glorificazione.
È la soluzione che Dio prospetta all'intero problema del peccato, in tutti i suoi aspetti, ma anche dal suo potere, e finalmente dalla sua presenza.
Sebbene essa sia provveduta solo attraverso le sofferenze, morte e risurrezione del Cristo, la salvezza diventa realizzabile nell'esperienza del credente attraverso l'opera dello Spirito Santo, normalmente sulla condizione della fede.
I suoi effetti un giorno abbracceranno l'intero universo. La maledizione di cui è afflitta la natura sarà rimossa e tutta la storia troverà il suo compimento in Cristo (Rom 8,21-22; Efesini 1,10).
Nel cristianesimo si riferisce alla grazia di Dio che libera il suo popolo dal peccato e dalle sue conseguenze temporali ed eterne. La Bibbia cristiana afferma, e la Chiesa annuncia oggi, che è la sola grazia di Dio (Efesini 2,8), accolta nella libertà dall'uomo (Giacomo 2,18), a procurargli la salvezza.
Il progetto divino di salvare tutti i popoli si evince da alcuni passi dell'Antico Testamento: Salmi 33,13-15 ("dal trono dove siede scruta tutti gli abitanti della terra"); Salmi 22,28-29 ("davanti a te si prostreranno tutte le famiglie dei popoli... è lui che domina sui popoli"); benedizione di tutte le "famiglie della terra" in Abramo (Genesi 12,2-3); Dio vuole la salvezza (Isaia 45,22-24: "volgetevi a me e sarete salvi, voi tutti confini della terra..."); Israele è testimone davanti a tutti i popoli (Isaia 43,8-12: "si radunino insieme tutti i popoli e si raccolgano le nazioni"); l'Alleanza è inclusiva (Esodo 19,5-6: "voi sarete per me una proprietà particolare tra tutti i popoli...un regno di sacerdoti e una nazione santa"); tutti i popoli sono invitati alla mensa del Signore (Isaia 25,6-10; Isaia 60,1-4 ("cammineranno le genti alla tua luce,... i tuoi figli vengono da lontano"); Zc 8,20-23 ("In quei giorni, dieci uomini di tutte le lingue delle nazioni..."); il segno di Giona, chiamato da Dio a predicare a Ninive sebbene questo popolo avesse distrutto Israele.